# Hillary Shield
Tarcza Hillary’ego – przechodnie trofeum ustanowione 23 października 2008 roku na cześć nowozelandzkiego alpinisty, himalaisty i pierwszego człowieka który zdobył Mount Everest, Edmunda Hillary’ego. O trofeum walczą drużyny Anglii i Nowej Zelandii w ramach meczów towarzyskich (mecze na mistrzostwach świata nie wliczają się do tej rywalizacji).
Trofeum zostało wykonane przez pracownię Thomas Lyte Silver, trofeum ma kształt srebrnej tarczy z centralnie umieszczoną podobizną Edmunda Hillary’ego na tle Mount Everest, do jej wykonania zużyto 9 kilogramów srebra. Po obydwu stronach trofeum znajdują się loga RFU oraz NZRU, związków rugby z obydwu krajów. Trofeum zostało wręczone po raz pierwszy 29 listopada 2008 roku drużynie Nowej Zelandii, oficjalnego przekazania dokonała Lady June Hillary, wdowa po zmarłym alpiniście.

## Wyniki
| Rok  | Data         | Stadion                       | Gospodarz     | Wynik   | Gość          | Zwycięzca meczu | Źródło | Zdobywca trofeum |
| ---- | ------------ | ----------------------------- | ------------- | ------- | ------------- | --------------- | ------ | ---------------- |
| 2018 | 10 listopada | Twickenham                    | Anglia        | 15 – 26 | Nowa Zelandia | Nowa Zelandia   | [ 5 ]  | Nowa Zelandia    |
| 2014 | 8 listopada  | Twickenham, Londyn            | Anglia        | 21 – 24 | Nowa Zelandia | Nowa Zelandia   | [ 6 ]  | Nowa Zelandia    |
| 2014 | 21 czerwca   | Waikato Stadium, Hamilton     | Nowa Zelandia | 36 – 13 | Anglia        | Nowa Zelandia   |        | Nowa Zelandia    |
| 2014 | 14 czerwca   | Forsyth Barr Stadium, Dunedin | Nowa Zelandia | 28 – 27 | Anglia        | Nowa Zelandia   |        | Nowa Zelandia    |
| 2014 | 7 czerwca    | Eden Park, Auckland           | Nowa Zelandia | 20 – 15 | Anglia        | Nowa Zelandia   |        | Nowa Zelandia    |
| 2013 | 16 listopada | Twickenham, Londyn            | Anglia        | 22 – 30 | Nowa Zelandia | Nowa Zelandia   |        | Nowa Zelandia    |
| 2012 | 1 grudnia    | Twickenham, Londyn            | Anglia        | 38 – 21 | Nowa Zelandia | Anglia          |        | Anglia           |
| 2010 | 6 listopada  | Twickenham, Londyn            | Anglia        | 16 – 26 | Nowa Zelandia | Nowa Zelandia   |        | Nowa Zelandia    |
| 2009 | 21 listopada | Twickenham, Londyn            | Anglia        | 6 – 19  | Nowa Zelandia | Nowa Zelandia   |        | Nowa Zelandia    |
| 2008 | 29 listopada | Twickenham, Londyn            | Anglia        | 6 – 32  | Nowa Zelandia | Nowa Zelandia   |        | Nowa Zelandia    |